# Informe comercial
Un informe comercial, también conocido como «informe crediticio», «informe de riesgo comercial», «informe de antecedentes comerciales» «informe de riesgo crediticio» o «investigación de crédito», es un reporte sobre una persona física o jurídica referido a su desempeño comercial y financiero y al cumplimiento de sus obligaciones en estas áreas, junto con la información necesaria para la correcta identificación de la persona o entidad en cuestión.
Los informes comerciales son solicitados regularmente por bancos y empresas y personas dadoras de crédito en general, como elemento que les ayuda en la decisión de denegar u otorgar crédito y, en este último caso, definir las garantías a exigir y los límites del mismo. No obstante, esta función tradicional del informe comercial como paso previo a la evaluación de un negocio crediticio se ha ampliado considerablemente, pudiendo actualmente mencionarse numerosas utilidades para las que se requieren estos informes, como por ejemplo:
- La localización de deudores, de activos o situaciones jurídicas que éstos pudieran poseer, de interés para el acreedor a fin de ejercer sus derechos como causas judiciales, concursos o quiebras, o ejecuciones en su contra.

- Obtener información de una persona o empresa en el marco de un concurso de antecedentes, ya sea para un puesto académico, posición laboral, licitación o proceso similar en el que es legítimo interés de quien lo convoca conocer los antecedentes de los postulantes.

- Refiriéndose a la República Argentina, Pablo Palazzi escribe que “En tribunales se los suele usar como fuente de recursos de investigación, para corroborar la veracidad de otros datos, sobre todo en procesos penales.” (PALAZZI, PABLO, Astrea, 2007, “Informes Comerciales”, nota al pie de pag. 68).

- Celebración de un contrato, no necesariamente de crédito, como por ejemplo un arrendamiento, o el establecimiento de una relación comercial (proveedores, socios, distribuidores, etcétera).

La capacidad de un informe comercial para analizar la solvencia económica real de una persona o compañía depende directamente de la información proporcionada y es generalmente reconocido que no pueden actuar como únicos predictores del comportamiento crediticio.